# Lycioides condalianus
Lycioides condalianus är en insektsart som beskrevs av Ball 1931. Lycioides condalianus ingår i släktet Lycioides och familjen dvärgstritar. Inga underarter finns listade i Catalogue of Life.